# Escopes d'Etòlia
Escopes (grec antic: Σκόπας, llatí: Scopas) fou un militar etoli.
Era un dels caps principals de la Lliga Etòlia quan va esclatar la guerra social l'any 220 aC. Era parent o proper d'Aristó, que llavors era estrateg de la Lliga, que el va deixar encarregat dels afers polítics. Després d'una expedició a Messènia amb poc èxit, el general Dorímac va demanar ajut a Escopes. Encara que la Lliga Etòlia no tenia cap motiu per aquesta expedició de guerra, els dos caps van ser prou audaços per emprendre una acció pel seu compte. Escopes va acceptar dirigir una nova expedició a Messènia, i els dos caps la van arrasar. Quan Arat de Sició, al capdavant de l'exèrcit de la Lliga Aquea, es va dirigir a la zona, els etolis el van derrotar a Càfies, i es van retirar sense problemes.
Això va provocar la guerra oberta entre els aqueus (aliats del rei Filip V de Macedònia) i els etolis. Escopes va ser nomenat estrateg de la Lliga Etòlia (219 aC) i encarregat de dirigir la guerra que ell mateix havia provocat. A la primavera del 219 aC va enviar el regne de Macedònia i va assolar la comarca de la Pièria ocupant Díon que no només va destruir, sinó que va saquejar i cremar el seu famós temple de Zeus. Al fer aquesta expedició va descuidar la defensa d'Etòlia i Filip V va poder obtenir alguns triomfs a la part d'Acarnània, segons diu Polibi.
El 218 aC l'estrateg de la lliga va ser Dorímac que el va enviar al front d'una força mercenària per ajudar a Elis, però les operacions d'aquest any i els següents no han quedat registrades
No es torna a parlar d'Escopes fins al 211 aC quan tornava a ser estrateg de la Lliga i com a president de l'assemblea va signar un tractat amb els romans representats pel pretor Marc Valeri Leví, segurament a causa de la conquesta macedònia d'Acarnània. Escopes va reunir al seu exèrcit per envair Acarnània però la resistència d'aquest país i l'ajut que hi va enviar Filip van fer fracassar l'intent.
El 210 aC cooperava amb Leví en el setge d'Anticira, que després de ser ocupada va ser entrega a la Lliga Etòlia pels romans, segons Titus Livi.
Després de la pau que va posar fi a la guerra social, els etolis van romandre ocupats per lluites civils i per arranjar la situació, causada principalment pels deutes que ofegaven a la gent, Escopes i Dorímac van ser nomenats per reformar la constitució l'any 204 aC. Cap dels dos nomenats tenia capacitat com a reformador, i Escopes havia acceptat el càrrec per motius d'ambició personal. Escopes, en ser desautoritzat, se'n va anar a Alexandria, on el ministre Agàtocles, regent de Ptolemeu V Epífanes el va nomenar cap de l'exèrcit egipci a Celesíria, per fer front als projectes ambiciosos d'Antíoc el Gran.
Inicialment va tenir èxit i va sotmetre Judea, però després va ser derrotat per Antíoc a la batalla de Panion i es va haver de tancar darrere les muralles de Sidó on finalment es va haver de rendir per la fam (un intent de fer aixecar el setge per un exèrcit egipci de socors no va reeixir).
Tot i aquest fracàs va continuar tenint el favor de la cort egípcia i el 200 aC el van enviar a Grècia amb una gran suma de diners per reclutar mercenaris, tasca que va acomplir amb eficàcia i va portar sis mil soldats a Egipte, molts d'ells etolis. La confiança en el suport d'aquests soldats, les seves habilitats i la riquesa acumulada, el van decidir a aspirar a la direcció dels afers d'Egipte que volia agafar per la força. Descoberts els seus plans, el ministre Aristòmenes d'Acarnània va enviar contra ell una tropa manada per un oficial de nom Ptolemeu, que el va arrestar per sorpresa. Portat davant el consell del jove rei va ser condemnat a mort i executat a la presó a la nit següent, l'any 196 aC. Segons Polibi havia merescut aquest destí per la immensa rapacitat mostrada mentre va ser a Egipte.